# Kradibia nigricorpus
Kradibia nigricorpus is een vliesvleugelig insect uit de familie vijgenwespen (Agaonidae). De wetenschappelijke naam is voor het eerst geldig gepubliceerd in 1915 door Girault.